# Škalić Zagorski
Škalić Zagorski est un village de la municipalité de Desinić (comitat de Krapina-Zagorje) en Croatie. Au recensement de 2011, le village comptait 22 habitants.